# Cyclopia montana
Cyclopia montana är en ärtväxtart som beskrevs av Hofmeyr och Edwin Percy Phillips. Cyclopia montana ingår i släktet Cyclopia, och familjen ärtväxter. Inga underarter finns listade i Catalogue of Life.